# Thembi Kgatlana
Thembi Kgatlana (Villiers, 2 maggio 1996) è una calciatrice sudafricana, attaccante del Tigres UANL e della nazionale sudafricana.

## Carriera

### Club
Dopo aver iniziato la carriera in patria, giocando nelle formazioni di calcio femminile della Tshwane University of Technology e della University of the Western Cape, nel febbraio 2018 Kgatlana sottoscrive il suo primo contratto professionistico con il club statunitense Houston Dash, raggiungendo nella squadra allenata dal suo ex commissario tecnico nella nazionale sudafricana Vera Pauw e le compagne Janine van Wyk e Linda Motlhalo, per giocare in National Women's Soccer League la stagione entrante, totalizzando nel corso del campionato 16 presenze e segnando 2 reti.
Kgatlana, assieme a Motlhalo, non viene riconfermata per una seconda stagione al Houston Dash il 6 febbraio 2019, e il successivo 22 febbraio firma un accordo con il Beijing BG Phoenix F.C. per giocare in Chinese Women's Super League, massimo livello del campionato cinese femminile di calcio, riunendosi ancora a Motlhalo che in seguito firma anche lei per il club cinese.
Il 6 luglio 2021 firma per l'Atlético Madrid.

### Nazionale
Chiamata in nazionale dalla selezionatrice Vera Pauw dal 2014, conquista il primo importante risultato con la maglia delle Banyana Banyana con il quarto posto all'edizione 2014 del campionato africano femminile di calcio, nonché è selezionata dalla Federazione calcistica del Sudafrica (South African Football Association - SAFA) per rappresentare il proprio paese nel torneo di calcio femminile alle Olimpiadi di Brasile 2016.
La subentrata CT Desiree Ellis la conferma in rosa con la sua nazionale per la ridenominata Coppa delle nazioni africane femminile di Camerun 2016 e di Ghana 2018, in quest'ultima condivide con le compagne la conquista della finale, la quinta per le Banyana Banyana dopo l'edizione 1995, l'edizione casalinga del 2000 e le successive di Guinea Equatoriale 2008 e Guinea Equatoriale 2012, persa con le avversarie della Nigeria solo ai tiri di rigore ma che tuttavia assicura al Sudafrica la prima qualificazione a un Campionato del mondo, quello di Francia 2019.
Ellis ne conferma la fiducia inserendola nella lista delle 23 calciatrici convocate comunicata il 17 maggio 2019. Scesa in campo da titolare fin dall'8 giugno, primo incontro del Sudafrica nel gruppo B, segna la rete che al 25' apre le marcature con la Spagna, diventando la prima marcatrice sudafricana ad un Mondiale, incontro che poi si ribalterà negli ultimi 20 minuti terminando 3-1 per le spagnole.

## Palmarès

### Nazionale
- Coppa delle nazioni africane femminile: 1

2022